# Strada europea E15
La E15 è una strada europea classificata come dorsale nord-sud di classe A. Percorre Regno Unito, Francia e Spagna, unendo Inverness (nel nord della Scozia) con Algeciras (nel sud della Spagna).
La strada europea E15 costituisce anche il principale collegamento autostradale fra Barcellona, Marsiglia, Lione e Parigi (diramandosi da quest'ultima anche per il Benelux attraverso la A1).
Nel tratto tra Londra e Parigi, la strada costeggia quasi integralmente le linee ferroviarie ad alta velocità LGV Nord (sul versante francese) ed High Speed 1 (su quello britannico).

## Regno Unito
Come tutte le strade europee, anche la E15 non è segnalata sul territorio britannico. Essa percorre le seguenti strade:
- A9, da Thurso a Perth, passando per Inverness;
- M90 e A90, da Perth a Edimburgo;
- A902 e A720 attorno Edimburgo;
- A68, da Edimburgo a Otterburn;
- A696, da Otterburn a Newcastle upon Tyne;
- A1 e A1(M), da Newcastle upon Tyne a Londra;
- M25 a nord del Tamigi, A282 (Dartford Tunnel), M25 a sud del Tamigi, passando Londra dal lato est; questa sezione di strada è in condivisione con la E30 tra la A1 e Brentwood in Essex;
- M20 e A20, da Londra a Dover.

La E15 ha un'interruzione presso il Canale della Manica tra Dover e Calais. Tra le due città è disponibile un servizio di traghetti. Un'alternativa è l'Eurotunnel Shuttle che, passando da Folkestone, percorre il Channel Tunnel.

## Francia
In Francia, la E15 interessa le seguenti autostrade:
- A26, da Calais ad Arras (via Béthune);
- A1, da Arras a Parigi (via Compiègne);
- A3 e la Boulevard périphérique di Parigi (da Bagnolet a Porte de Gentilly) ;
- A6, da Parigi a Lione (via Auxerre, Beaune e Mâcon);
- A7, da Lione a Orange (via Valence);
- A9, da Orange al confine spagnolo presso Le Perthus (via Nîmes, Montpellier, Narbonne e Perpignano).

## Spagna

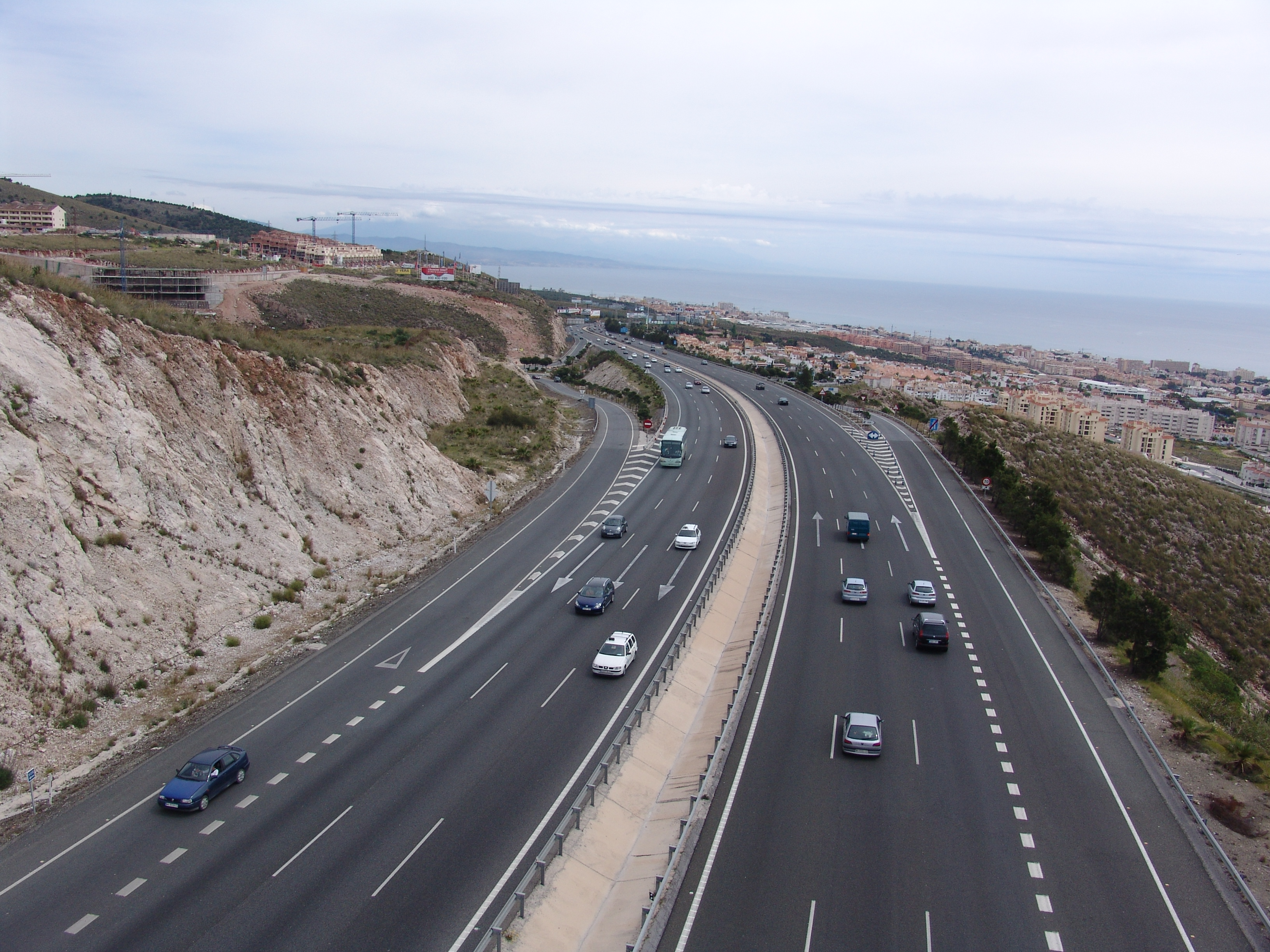
La E15 presso Benalmádena

Il tratto in territorio spagnolo è classificato soprattutto come Autopista AP-7. Vi sono anche alcuni tratti non autostradali, classificati come N-II, N-332 e N-340.
La E15 tocca le seguenti città: Gerona – Barcellona – Tarragona – Castellón de la Plana – Valencia – Elche - Alicante – Murcia – Almería - Motril – Malaga – Algeciras